# 1912 en science
| Années de la science : 1909 - 1910 - 1911 - 1912 - 1913 - 1914 - 1915    |
| Décennies de la science : 1880 - 1890 - 1900 - 1910 - 1920 - 1930 - 1940 |

Cet article présente les faits marquants de l'année 1912 en science.

## Événements
- 6 janvier : le scientifique allemand Alfred Wegener présente sa théorie de la dérive des continents dans une conférence faite à la Société de Géologie de Francfort-sur-le-Main.

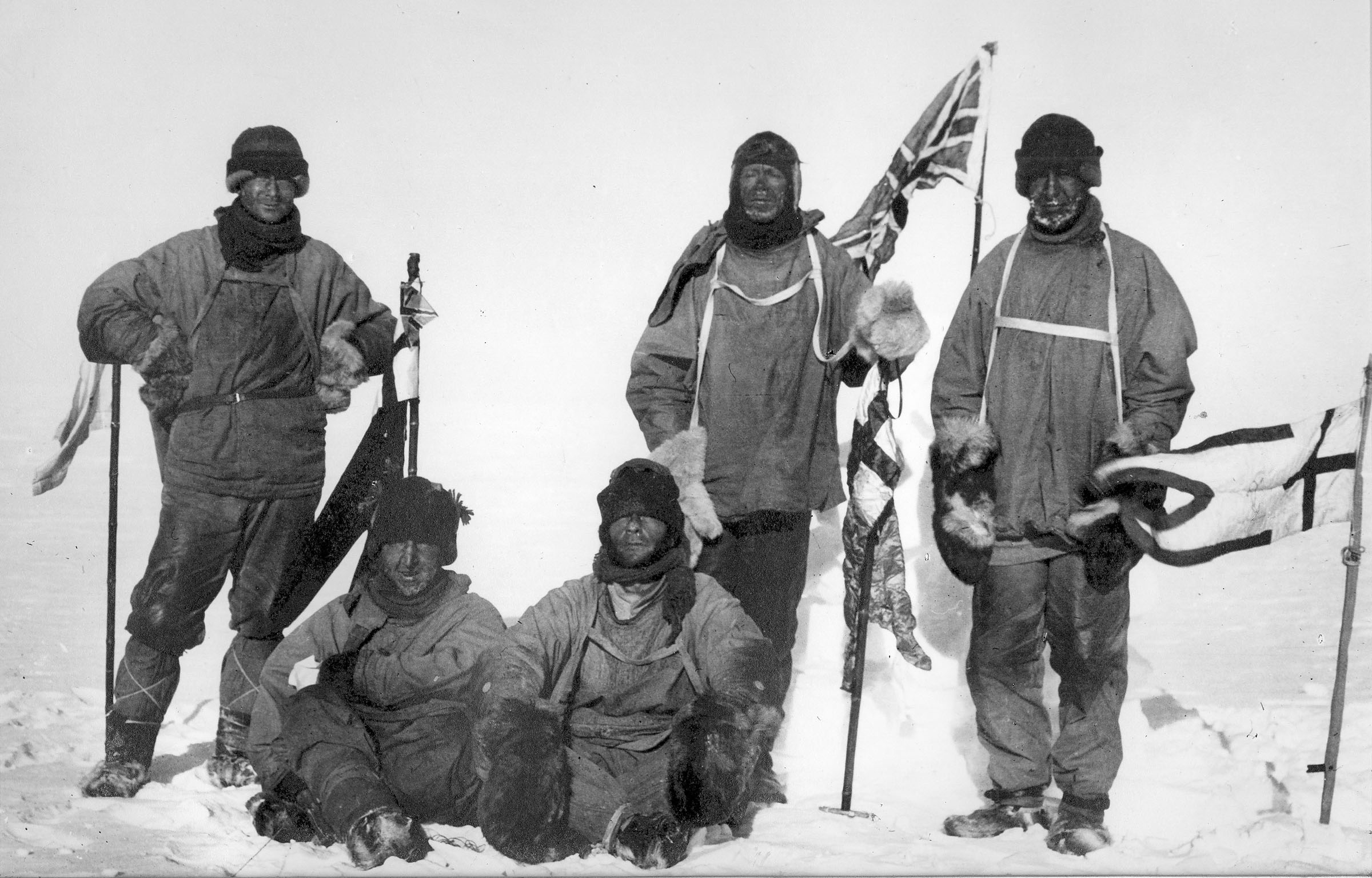
L'équipe de l'expédition au pôle Sud, le 18 janvier 1912.
Debout : Edward Adrian Wilson, Robert Falcon Scott, Lawrence Oates
Assis : Henry Robertson Bowers, Edgar Evans.

- 22 février : début du voyage inaugural du Selandia, premier navire de haute mer propulsé par un moteur à explosion, construit au Danemark, entre Copenhague et Bangkok[1].
- 5 avril : le climatologue serbe Milutin Milanković publie à Belgrade Прилог теорији математске климе (« Contribution à la théorie mathématique du climat »), son premier article sur les « cycles de Milanković »[2].
- 24-30 juillet  : premier Congrès international d'eugénique tenu à Londres[3].

- 15-23 octobre : réunion à Paris de la Conférence internationale de l'heure et création du Bureau international de l'heure[4].

- 6 décembre : découverte à Tell el-Amarna du buste de Néfertiti par une équipe archéologique allemande dirigée par Ludwig Borchardt pour la Deutsche Orient-Gesellschaft[5].

- 18 décembre : les paléontologues britanniques Arthur Smith Woodward et Charles Dawson présentent à la Société géologique de Londres les vestiges du crâne et de la mâchoire de l'homme de Piltdown présenté comme le « chaînon manquant » entre les grands singes et l'homme, en fait une mystification scientifique[6].

- Le bibliophile américain Wilfrid M. Voynich acquiert à Frascati, près de Rome, le manuscrit de Voynich, un livre illustré anonyme rédigé dans une écriture à ce jour non déchiffrée et une langue non identifiée[7].

### Sciences physiques
- 9 mars : dans un article présenté à la Société de physique et d'histoire naturelle de Genève intitulé Les particularités de la chaleur spécifique à basse température, puis dans un article publié en juillet dans les Annalen der Physik  intitulé Zur Theorie der spezifischen Warmen, le chimiste néerlandais Peter Debye développe le modèle de Debye, une extension du modèle d'Einstein[8].

- 23 avril : première expérimentation de la méthode de Laue[9]. Le physicien allemand Max von Laue, en utilisant la diffraction des rayons X, met en évidence la structure atomique des solides (radiocristallographie). L'expérience, communiquée le 8 juin à la Société allemande de physique  est étudiée par les physiciens britanniques William Henry Bragg et William Lawrence Bragg,  qui proposent à la fin de l'année la loi de Bragg et créent la discipline de la diffractométrie de rayons X, un outil important dans la détermination des structures cristallines de substances[10].

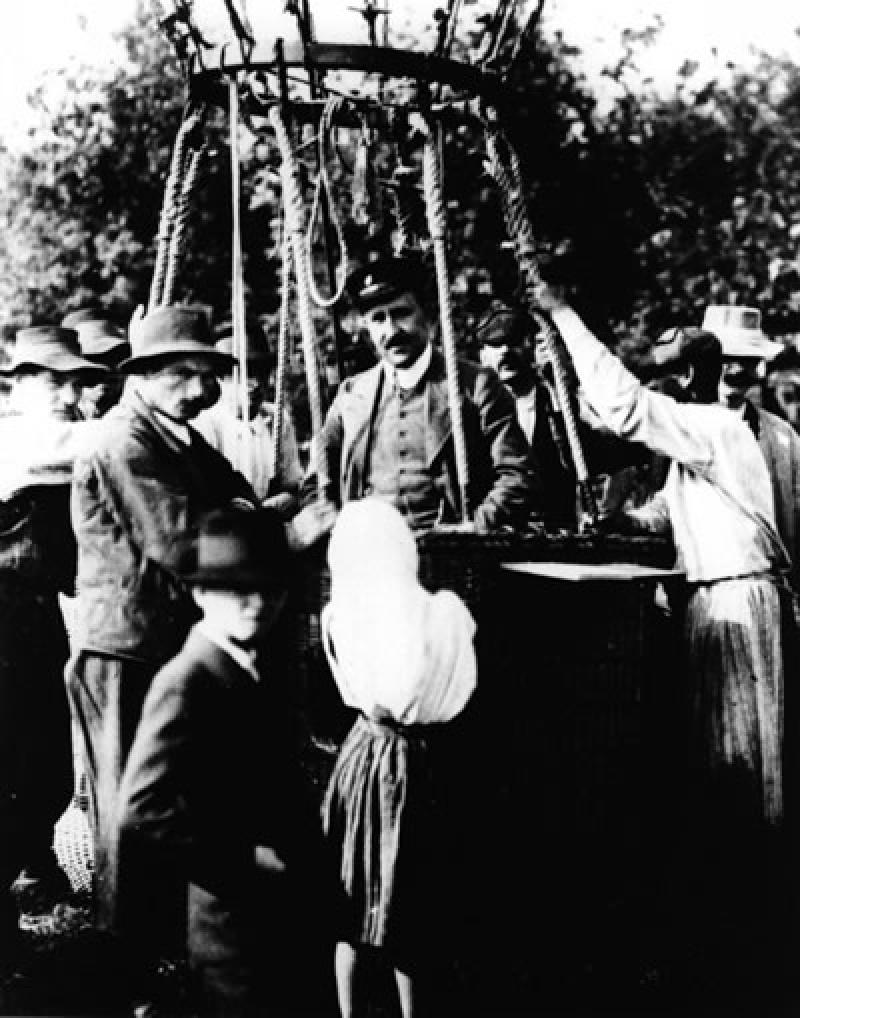
Victor Franz Hess de retour de son vol en ballon en août 1912

- 7 août : le physicien autrichien Victor Franz Hess découvre le rayonnement cosmique grâce aux observations effectuées avec deux électroscopes depuis un ballon à 5 km d'altitude[11].

- 17 octobre : les métallurgistes allemands de Krupp Eduard Maurer et Benno Strauss obtiennent un brevet pour l'acier inoxydable austénitique sous la marque « Nirosta ». L'Américain Elwood Haynes et le britannique Harry Brearley découvrent indépendamment des alliages d'acier inoxydable martensitique[12].

- 24 décembre : le laboratoire pharmaceutique Merck dépose des demandes de brevet pour la synthèse du MDMA, une amphétamine développée par le chimiste Anton Köllisch[13].

- Le physicien britannique Joseph John Thomson démontre que des particules subatomiques chargées peuvent être séparées par leur rapport masse/charge, ce qui est connu sous le nom de spectrométrie de masse[14].
- Le chimiste allemand Fritz Klatte découvre les principes de la fabrication industrielle du PVC[15].

## Publications
- Kazimierz Funk : The Vitamines.
- Carl Gustav Jung : Métamorphoses de l'âme et ses symboles.
- Robert Ridgway : Color Standards and Color Nomenclature.

## Prix
- Prix Nobel

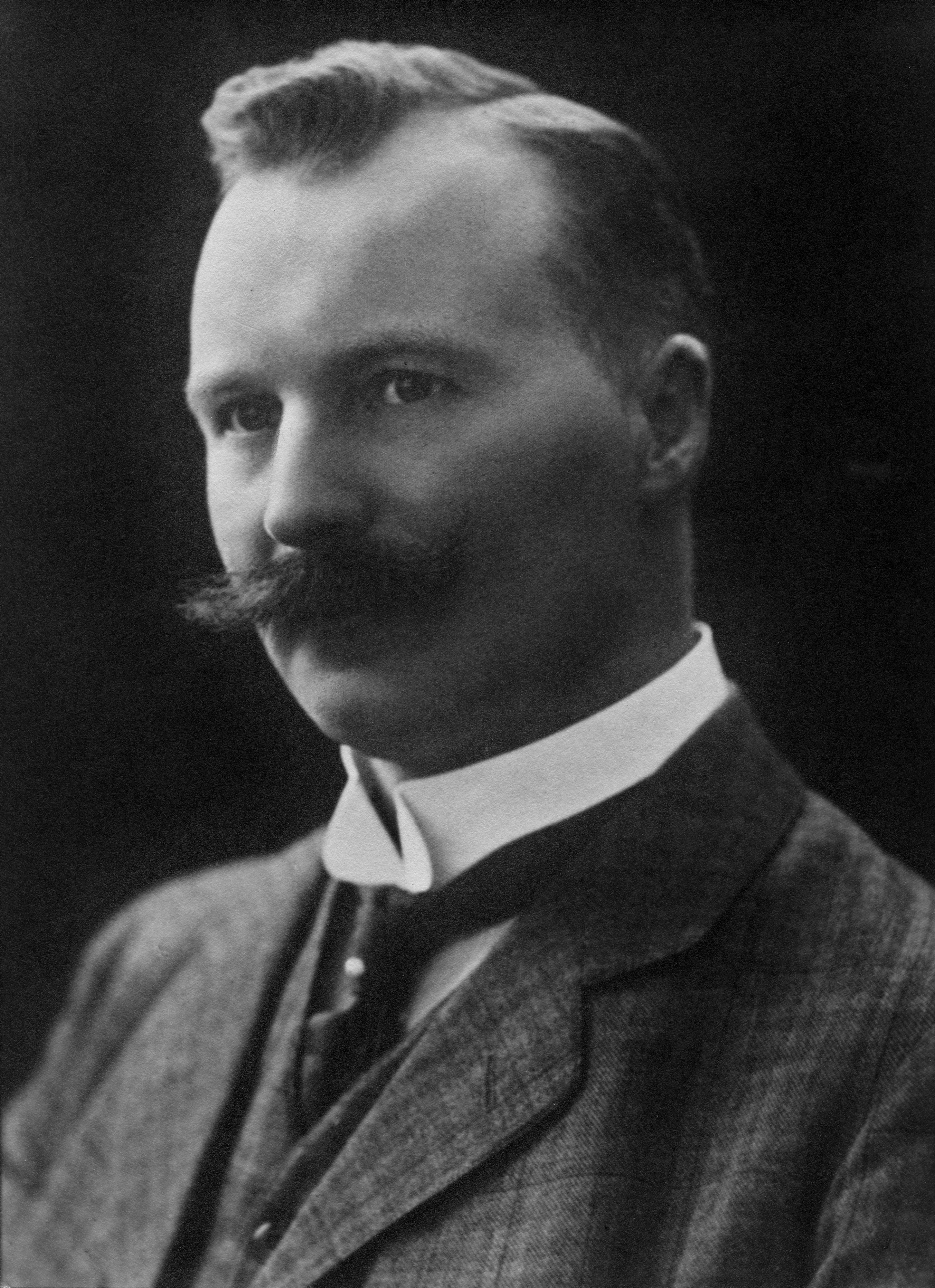
Gustaf Dalén

  - Physique : Gustaf Dalén (suédois).
  - Chimie : Victor Grignard, Paul Sabatier (français) pour leurs travaux en chimie organique.
  - Physiologie ou médecine : Alexis Carrel (Français).

- Médailles de la Royal Society
  - Médaille Buchanan : William Crawford Gorgas
  - Médaille Copley : Felix Klein
  - Médaille Darwin : Francis Darwin
  - Médaille Davy : Otto Wallach
  - Médaille Hughes : William Duddell
  - Médaille royale : Grafton Elliot Smith, William Mitchinson Hicks
  - Médaille Rumford : Kamerlingh Onnes

- Médailles de la Geological Society of London
  - Médaille Lyell : Philip Lake (de)
  - Médaille Murchison : Louis Dollo
  - Médaille Wollaston : Lazarus Fletcher (en)

- Prix Jules-Janssen (astronomie) : Max Wolf
- Médaille Linnéenne : Robert Cyril Layton Perkins

## Naissances

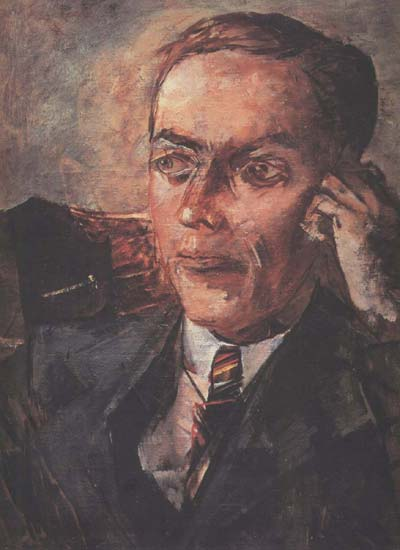
Leonid Kantorovitch

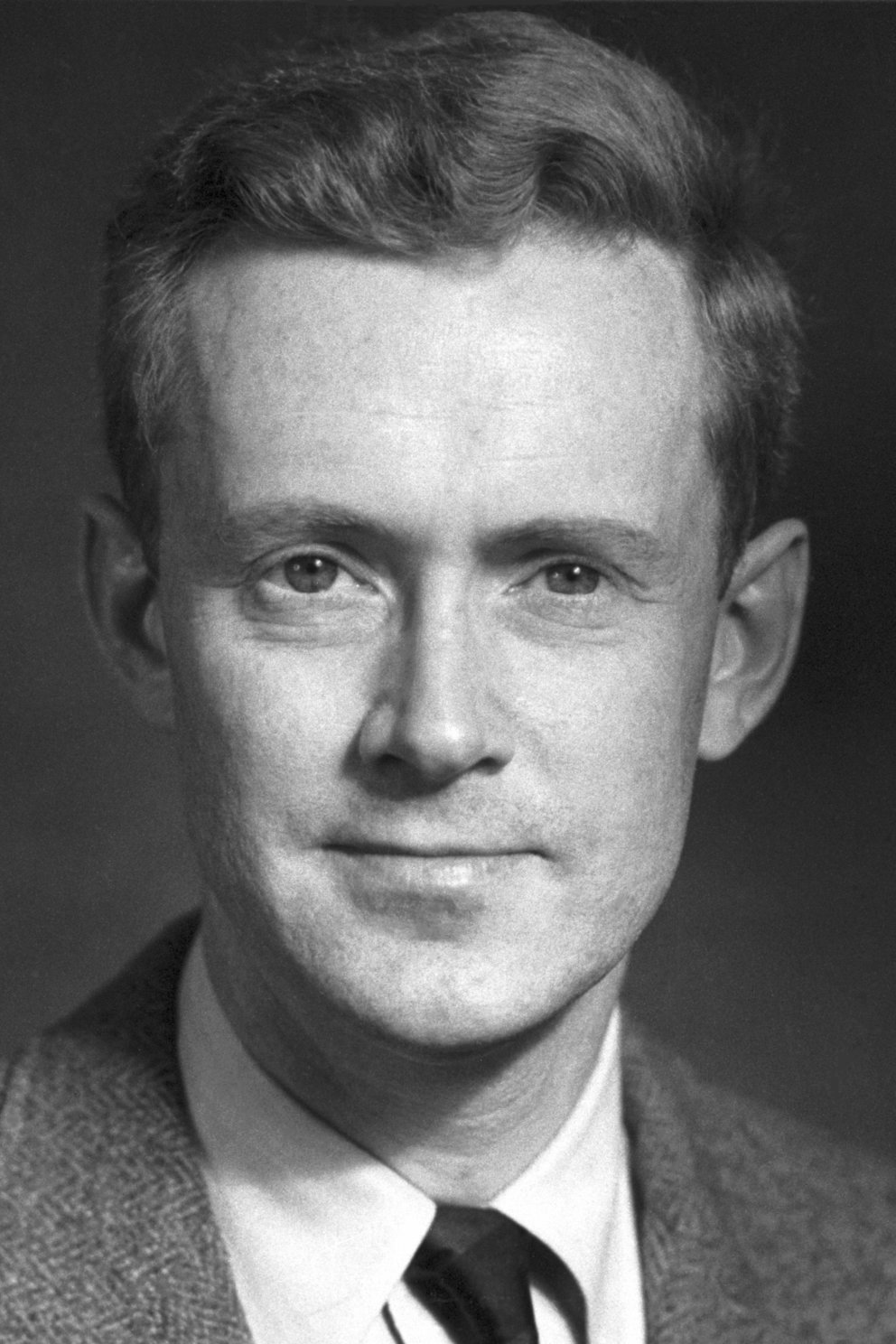
Edward Mills Purcell

- 3 janvier : Edward Stewart Kennedy (mort en 2009), mathématicien et historien des sciences américain.
- 19 janvier : Leonid Kantorovitch (mort en 1986), mathématicien et économiste russe, prix Nobel d'économie en 1975.
- 21 janvier : Konrad Bloch (mort en 2000), biochimiste allemand.

- 3 février : Jacques Soustelle (mort en 1990), ethnologue français.
- 23 février : René Diehl (mort en 1980), archéologue et industriel français.

- 6 mars : Gerardo Reichel-Dolmatoff (mort en 1994), anthropologue et ethnologue colombien d'origine autrichienne.
- 19 mars : William Frankland (mort en 2020), immunologiste britannique.
- 24 mars : Marcel Migeotte (mort en 1992), astrophysicien belge.
- 13 avril : H. O. Hirschfeld (mort en 1980), statisticien germano-américain.
- 19 avril : Glenn Theodore Seaborg (mort en 1999), physicien atomiste américain, prix Nobel de chimie en 1951.
- 28 avril : Louis-René Nougier (mort en 1995), universitaire et préhistorien français.

- 20 mai : Chaïm Perelman (mort en 1984), logicien, philosophe et théoricien du droit belge.
- 28 mai : Mario Moretti (mort en 2002), archéologue et étruscologue italien.
- 30 mai : Julius Axelrod (mort en 2004), biochimiste américain, prix Nobel de physiologie ou médecine en 1970.
- 31 mai : Martin Schwarzschild (mort en 1997), astronome germano-américain.

- 1er juin : Herbert Tichy (mort en 1987), écrivain, géologue, journaliste et alpiniste autrichien.
- 5 juin : Dean Amadon (mort en 2003), ornithologue américain.
- 9 juin : Gerald James Whitrow (mort en 2000), mathématicien, astrophysicien et historien des sciences britannique.
- 12 juin : Eva Crane (morte en 2007), mathématicienne britannique.
- 17 juin : André Bernanose (mort en 2002), physicien, chimiste et pharmacologue français.
- 9 juillet : D. G. Champernowne (mort en 2000), statisticien britannique.
- 20 juillet : Hideo Itokawa (mort en 1999), ingénieur astronautique japonais.
- 23 juillet : Jean van Heijenoort (mort en 1986), logicien français.

- 4 août : Aleksandr Aleksandrov (mort en 1999), mathématicien, physicien et philosophe russe.
- 8 août : 
  - Jacques Bergier (mort en 1978), ingénieur, chimiste, alchimiste, espion, journaliste et écrivain de nationalité française et polonaise.
  - Prabhu Lal Bhatnagar (mort en 1976), mathématicien et physicien indien.
- 12 août : Georges Schapira (mort en 2003), médecin pédiatre et chercheur en biologie moléculaire français.
- 13 août : Salvador Luria (mort en 1991), microbiologiste italien naturalisé américain, prix Nobel de physiologie ou médecine en 1969.
- 30 août : Edward Mills Purcell (mort en 1997), physicien américain, prix Nobel de physique en 1952.

- 7 septembre : David Packard (mort en 1996), entrepreneur américain, cofondateur de la société Hewlett-Packard.
- 13 septembre : Horace W. Babcock (mort en 2003), astronome américain.
- 26 septembre : Preston Cloud (mort en 1991), paléontologue, géographe, géologue et professeur américain.

- 2 octobre : Frank Malina (mort en 1981), ingénieur en aéronautique et peintre américain.
- 3 octobre : Motosaburō Masuyama (mort en 2005), statisticien japonais.
- 9 octobre : Chien Wei-zang (mort en 2010), physicien et mathématicien appliqué chinois.
- 13 octobre : Bernhard Wilhelm von Bothmer (mort en 1993), égyptologue américain d'origine allemande.
- 20 octobre : Carlo Pietrangeli (mort en 1995), archéologue italien.
- 28 octobre : Richard Doll (mort en 2005), médecin épidémiologiste et statisticien britannique.
- 5 novembre : Wilson Allen Wallis (mort en 1998), économiste et statisticien américain.
- 15 novembre : Fosco Maraini (mort en 2004), ethnologue, orientaliste, alpiniste et écrivain italien.
- 16 novembre : Michel Gruet (mort en 1998), archéologue, paléontologue et préhistorien français.
- 19 novembre : George Emil Palade (mort en 2008), biologiste roumain naturalisé américain, prix Nobel de physiologie ou médecine en 1974.

- 5 décembre : Heikki A. Alikoski (mort en 1997), astronome finlandais.
- 15 décembre : Reuben Goodstein (mort en 1985), mathématicien et logicien britannique.

- André Aisenstadt (mort en 2001), scientifique et administrateur québécois né en Russie.

## Décès

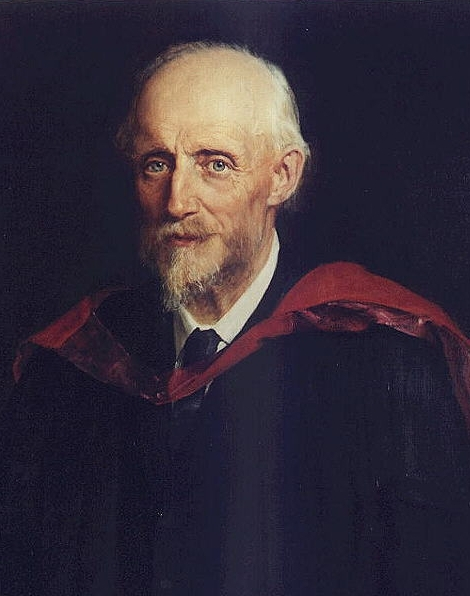
Osborne Reynolds

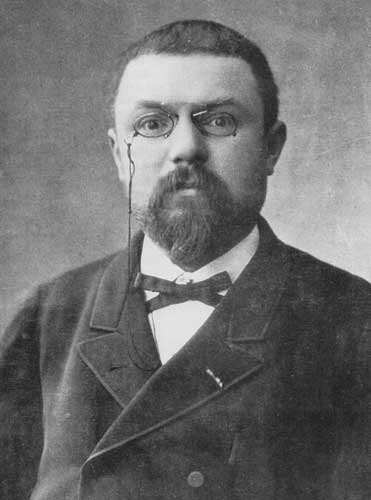
Henri Poincaré

- 2 février : Emil Wohlwill (né en 1835), chimiste et historien des sciences allemand.
- 6 février :  Joseph Alphonse Letaille (né en 1854), militaire et voyageur français.
- 10 février :
  - Joseph Lister (né en 1827), chirurgien britannique, inventeur de l'antisepsie.
  - Karl Penka (né en 1847), ethnologue allemand.
- 12 février : Osborne Reynolds (né en 1842), ingénieur et physicien.

- 12 avril : Ernest Duchesne (né en 1874), médecin français.
- 15 avril : Thomas Andrews (né en 1873), architecte naval britannique.
  - 31 mai : Wilhelm August Heinrich Blasius (né en 1845), ornithologue allemand.

- 6 juin : Charles André (né en 1842), astronome français et fondateur de l'observatoire de Lyon
- 11 juin : Ferdinand Zirkel (né en 1838), géologue et pétrologue allemand.
- 29 juin : Armand Landrin (né en 1844), géologue et ethnologue français.

- 17 juillet : Henri Poincaré (né en 1854), mathématicien, physicien et philosophe français.
- 31 juillet : Allan Octavian Hume (né en 1829), ornithologue britannique.

- 7 août : François-Alphonse Forel (né en 1841), médecin suisse, créateur de la limnologie.
- 20 août : Rudolf Hoernes (né en 1850), géologue et paléontologue autrichien.

- 5 octobre : Lewis Boss (né en 1846), astronome américain.

- 11 novembre : Pierre Desbassayns de Richemont (né en 1833), archéologue et homme politique français.

- 7 décembre : George Darwin (né en 1845), astronome et mathématicien anglais.
- 17 décembre : Spiru Haret (né en 1851), mathématicien, astronome, pédagogue, ministre et académicien roumain.
- 23 décembre : Otto Schoetensack (né en 1850), industriel et anthropologue allemand.

- Paul Guillaume Farges (né en 1844), missionnaire et botaniste français.